# Новомедведевский сельсовет
Новомедведевский сельсовет  — муниципальное образование в Илишевском районе Башкортостана.

## История
Согласно «Закону о границах, статусе и административных центрах муниципальных образований в Республике Башкортостан» имеет статус сельского поселения.

## Население
| 2002  | 2009  | 2010  | 2012  | 2013  | 2014  | 2015  |
| ----- | ----- | ----- | ----- | ----- | ----- | ----- |
| 1519  | ↘1407 | ↘1361 | ↘1324 | ↘1300 | ↘1257 | ↘1245 |
| 2016  | 2017  | 2018  |       |       |       |       |
| ↘1211 | ↘1189 | ↘1144 |       |       |       |       |

## Состав сельского поселения
| № | Населённый пункт | Тип населённого пункта          | Население |
| - | ---------------- | ------------------------------- | --------- |
| 1 | Новомедведево    | деревня, административный центр | ↘259      |
| 2 | Старокиргизово   | село                            | ↘439      |
| 3 | Груздевка        | деревня                         | ↗233      |
| 4 | Красноярово      | деревня                         | ↘185      |
| 5 | Уяндыково        | деревня                         | ↗182      |
| 6 | Старобиктово     | деревня                         | ↗63       |
| 7 | Старомедведево   | деревня                         | ↘0        |

Старохазино — село, упразднено согласно Закону Республики Башкортостан от 20 июля 2005 года № 211-з «О внесении изменений в административно-территориальное устройство Республики Башкортостан в связи с образованием, объединением, упразднением и изменением статуса населённых пунктов, переносом административных центров».